# Mirjam Ballmer

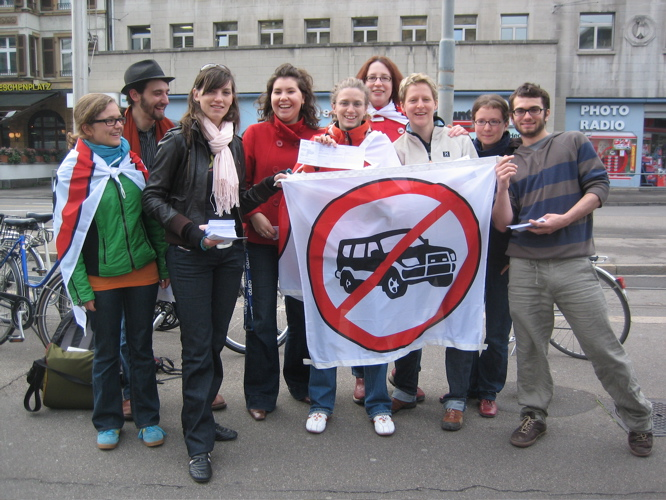
Mirjam Ballmer (mit schwarzer Jacke) 2008 bei einer Aktion für die Stopp-Offroader-Initiative

Mirjam Ballmer (* 12. Dezember 1982 in Boston/USA) ist eine Schweizer Politikerin (Grüne).

## Politische Tätigkeit
Ballmer ist 2007 in den Grossen Rat des Kantons Basel-Stadt nachgerückt und war dort ab 2008 in der Bau- und Raumplanungskommission tätig. 2007 kandidierte sie auch für den Nationalrat auf der Liste des jungen Grünen Bündnisses. Diese Jungpartei trat in einer Unterlistenverbindung der Grünen Partei zur Wahl an. Mit 2 % erreichte diese Unterliste aus dem Stand einen überraschenden Erfolg, der dazu führte, dass die Grünen erstmals eines der fünf Basler Nationalratsmandate erlangten.
2008 wurde sie im Wahlkreis Kleinbasel mit dem besten Resultat des Grünen Bündnisses wiedergewählt. Ende März 2016 trat sie auf persönlichen Gründen aus dem Grossen Rat zurück und stellte sich anschliessend auch nicht mehr als Co-Präsidentin der Grünen Basel-Stadt zur Verfügung.
2018 wurde sie Mitglied des Grossen Rates des Kantons Freiburg.
2021 wählten die Stimmberechtigten sie in die Stadtregierung von Freiburg.

## Privatleben
Ballmer machte 2001 ihre Matur am Gymnasium Bäumlihof und schloss im Mai 2008 ihr Studium der Geographie an der Universität Basel mit dem Lizentiat ab.
Neben ihrem Studium und ihrer politischen Tätigkeit engagiert sie sich in der Pfadibewegung Schweiz.